# Пеллеццано
Пеллеццано (італ. Pellezzano) — муніципалітет в Італії, у регіоні Кампанія, провінція Салерно.
Пеллеццано розташоване на відстані близько 230 км на південний схід від Рима, 45 км на схід від Неаполя, 6 км на північ від Салерно.
Населення — 10 957 осіб (2014).
Щорічний фестиваль відбувається 23 листопада-26 липня. Покровитель — San Clemente I Papa.

## Демографія
Населення за роками:

Станом на 1 січня 2023 року в муніципалітеті офіційно проживало 314 іноземців з 43 країн, серед них 79 громадян країн Євросоюзу та 100 громадян України.

## Сусідні муніципалітети
- Бароніссі
- Кава-де'-Тіррені
- Салерно